# Saint-Mihiel

Saint-Mihiel este o comună în departamentul Meuse din nord-estul Franței. În 2010 avea o populație de 4.620 de locuitori.

## Evoluția populației
| An        | 1975  | 1982  | 1990  | 1999  | 2006  | 2010  |
| --------- | ----- | ----- | ----- | ----- | ----- | ----- |
| Populație | 5.572 | 5.525 | 5.367 | 5.260 | 4.872 | 4.620 |